# Абруд
Абруд (рум. Abrud) — місто у повіті Алба в Румунії. Адміністративно місту підпорядковані такі села (дані про населення за 2002 рік):
- Абруд-Сат (920 осіб)
- Гура-Корней (266 осіб)
- Сохару (190 осіб)

Місто розташоване на відстані 312 км на північний захід від Бухареста, 45 км на північний захід від Алба-Юлії, 69 км на південний захід від Клуж-Напоки.

## Населення
За даними перепису населення 2002 року у місті проживали 6195 осіб.
Національний склад населення міста:
| Національність | Кількість осіб | Відсоток |
| -------------- | -------------- | -------- |
| румуни         | 6080           | 98,1%    |
| угорці         | 76             | 1,2%     |
| цигани         | 33             | 0,5%     |
| німці          | 3              | < 0,1%   |
| серби          | 1              | < 0,1%   |
| італійці       | 1              | < 0,1%   |
| китайці        | 1              | < 0,1%   |

Рідною мовою назвали:
| Мова       | Кількість осіб | Відсоток |
| ---------- | -------------- | -------- |
| румунська  | 6136           | 99,0%    |
| угорська   | 53             | 0,9%     |
| німецька   | 4              | 0,1%     |
| італійська | 1              | < 0,1%   |
| китайська  | 1              | < 0,1%   |

Склад населення міста за віросповіданням:
| Релігія                                       | Кількість осіб | Відсоток |
| --------------------------------------------- | -------------- | -------- |
| православні                                   | 5779           | 93,3%    |
| баптисти                                      | 142            | 2,3%     |
| римо-католики                                 | 59             | 1,0%     |
| реформати                                     | 52             | 0,8%     |
| п'ятдесятники                                 | 45             | 0,7%     |
| греко-католики                                | 32             | 0,5%     |
| адвентисти                                    | 8              | 0,1%     |
| бретрени                                      | 8              | 0,1%     |
| не релігійні                                  | 6              | 0,1%     |
| унітарії                                      | 2              | < 0,1%   |
| старообрядці                                  | 2              | < 0,1%   |
| лютерани (Синодально-пресвітеріанська церква) | 1              | < 0,1%   |
| не вказали релігію                            | 10             | 0,2%     |

## Зовнішні посилання
- Дані про місто Абруд на сайті Ghidul Primăriilor [Архівовано 19 січня 2012 у Wayback Machine.]